# SMS Deutschland (1904)
SMS Deutschland byla první z pěti bitevních lodí (predreadnought) třídy Deutschland postavených pro německé císařské námořnictvo. Stavby se ujala loděnice Germaniawerft v Kielu, kde byl její kýl položen v červnu 1903 a na vodu spuštěna v listopadu 1904. Do služby byla uvedena 3. srpna 1906, několik měsíců před lodí HMS Dreadnought – ta byla vyzbrojena deseti zbraněmi velké ráže, byla první z nového revolučního standardu bitevních lodí, čímž se SMS Deutschland a zbytek lodí její třídy staly zastaralé. Hlavní výzbroj tvořila čtyři děla ráže 280 mm ve věžích po dvou. 
Deutschland sloužila jako vlajková loď Širokomořského loďstva až do roku 1913, kdy byla převedena do II. bitevní eskadry. Po vypuknutí první světové války v červenci 1914 měla se sesterskými loděmi za úkol bránit ústí Labe a Německý záliv před možnými britskými vpády. Deutschland a další lodě II. bitevní eskadry se v prvních dvou letech války účastnily většiny operací velké floty, které vyvrcholily bitvou u Jutska 31. května – 1. června 1916. V pozdních hodinách prvního dne bitvy se Deutschland a další predreadnoughty krátce střetly s několika britskými bitevními křižníky, než ustoupily.
Po bitvě, ve které se predreadnoughty ukázaly jako příliš zranitelné vůči modernějším bitevním lodím, byla Deutschland a její tři přeživší sesterské lodě přeřazeny k pobřežním úkolům. V roce 1917 byla úplně stažena z bojové služby, odzbrojena a dostala za úkol pomocné role. Deutschland byl až do konce války používán jako kasárna ve Wilhelmshavenu. Z námořního rejstříku ji vyškrtli 25. ledna 1920 a byla prodána k sešrotování, ke kterému došlo roku 1922.